# Balloons over Waikato

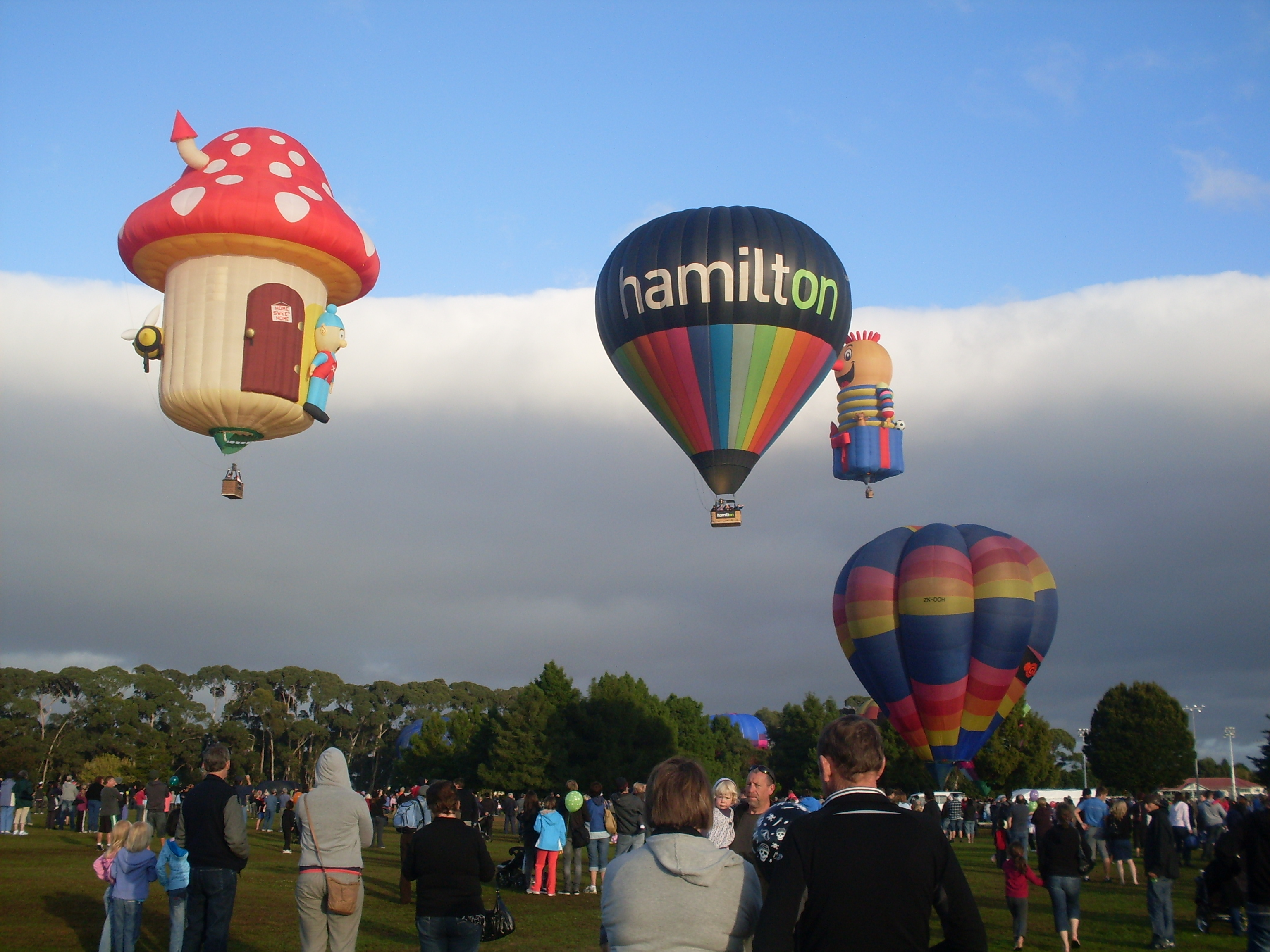
Aufsteigende Ballons am Hamilton Lake 2010

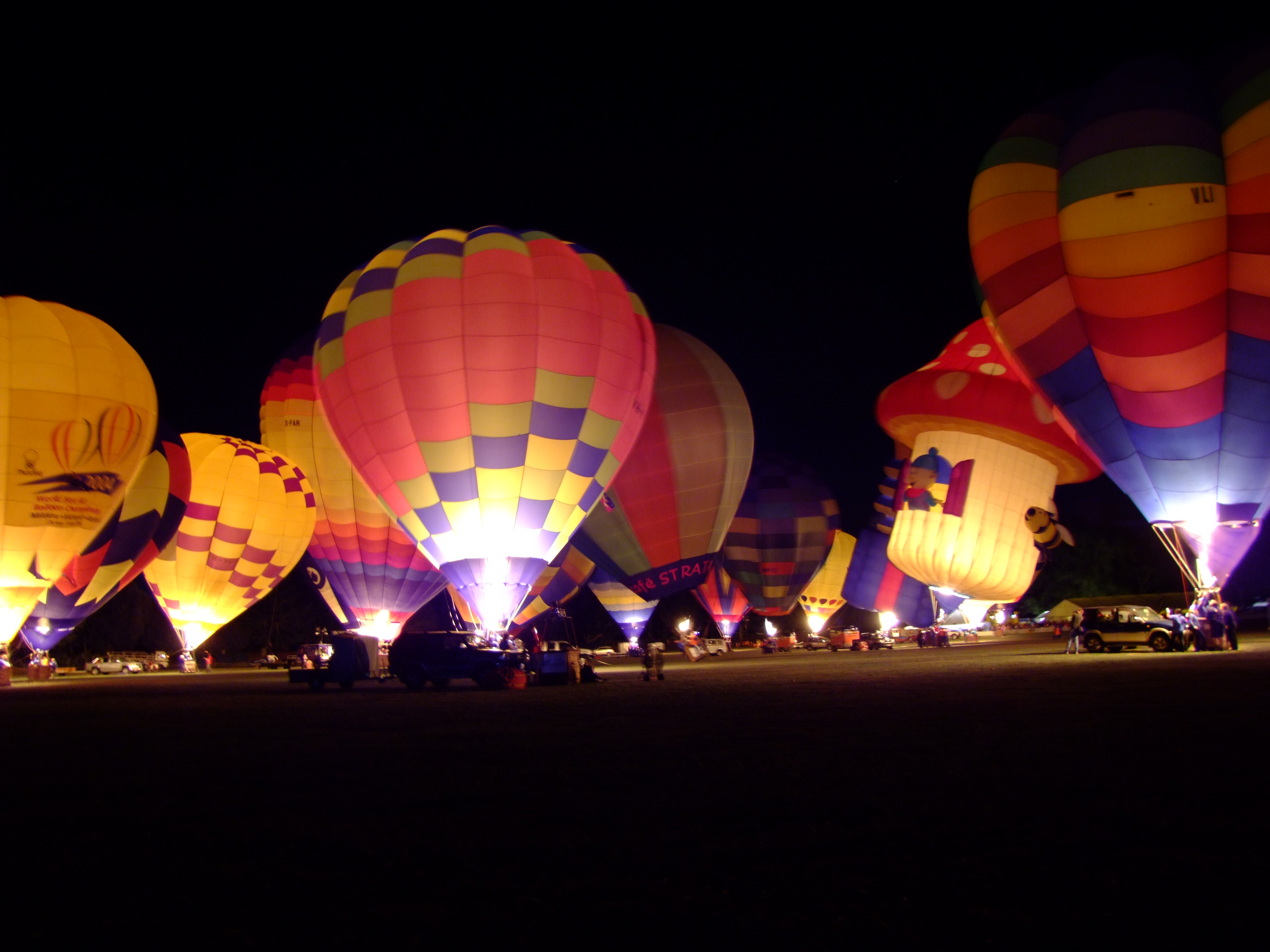
Ballonglühen 2010

Balloons over Waikato (englisch) ist ein Ballonfestival, das jährlich in Hamilton in Neuseeland stattfindet. Es erstreckt sich über fünf Tage im Herbst und zieht nationale wie internationale Ballonfahrer an. Das Festival findet hauptsächlich im Stadtteil Hamilton Lake statt, wobei der Höhepunkt des Festivals, das Ballonglühen, auf dem Gelände der University of Waikato mit ca. 80.000 Zuschauern zelebriert wird. 2008 wurde das Festival in einer Leserumfrage der Waikato Times zum „Best Event in Waikato“ gewählt.